# NGC 842
NGC 842 ist eine linsenförmige Galaxie vom Hubble-Typ S0 im Sternbild Walfisch des New General Catalogue. Sie ist schätzungsweise 173 Millionen Lichtjahre von der Milchstraße entfernt. Gemeinsam mit NGC 829, NGC 830, NGC 788 und IC 183 bildet sie die NGC 788-Gruppe.
Die Galaxie wurde von dem britischen Astronomen John Herschel am 8. Januar 1831 mithilfe eines 18,7-Zoll-Teleskops entdeckt.